# Ліпкін Семен Ізраїльович
Семен Ізраїльович Ліпкін (6 вересня 1911, Одеса — 31 березня 2003, Передєлкіно) — російський радянський поет і перекладач.

## Біографія
Народився в сім'ї кустаря-закрійника. За порадою Едуарда Багрицького в 1929 переїхав до Москви, де почав публікувати вірші в газетах і журналах.
Вивчив перську мову. З 1934 а перекладав поезію, переважно епічну, з східних мов (зокрема, Аккадський епос «Поема про Гільгамеша», калмицький епос «Джангар», киргизький епос «Манас», пам'ятник індійській культури «Бхагавадгіта»).
Член Спілки письменників СРСР з моменту її заснування в 1934. Закінчив Московський інженерно-економічний інститут (1937).
Учасник Радянсько-німецької війни. У 1941—1945 рр. воював у лавах 110-ї Калмицької кавалерійської дивізії.
 Ліпкін — виключно обдарований перекладач, який славиться також і тим, що при перекладі давньосхідної поезії він не модернізує її, не намагається надати їй єдиний стиль, що зрівнює різних поетів. Чудове володіння мовою та віршем, так само як і багатство словника позначаються також у власних віршах Ліпкіна. Часто він йде від опису окремих явищ природи чи подій повсякденності, піднімаючи їх потім до узагальнення завдяки асоціативним роздумів. 
В своїх творах використовував сюжети і образи з Біблії, єврейські теми. Особливе місце в творчості зайняла Катастрофа («На Тянь-Шані», 1959; «Вільнюське подвір'я», 1963; «Зола», «Мойсей», «Пам'ятне місце» 1967).
Автор декількох книг віршів та роману «Декада», спогадів про В. Гроссмана, О. Мандельштама, А. Тарковського та інших. Під час гонінь на Василя Гросмана зумів зберегти рукопис роману «Життя і доля», який в 1980 був надрукований на Заході, а в 1988 вийшов в СРСР.
У 1968 вірш Ліпкіна «Союз» про народ на ім'я «І» — як алегоричне прославляння єврейського народу — був критично сприйнятий читачами, офіційною критикою і особливо пропагандистами антисіоністської кампанії Ю. Івановим і Є. Євсєєвим.
В 1979 — учасник альманаху Метрополь. Того ж року разом з дружиною Інною Ліснянською і Василем Аксьоновим вийшов з Спілки письменників на знак протесту проти виключення з нього Віктора Єрофєєва і Євгена Попова. У 1986, на початку перебудови, був відновлений в рядах Спілки письменників.

## Нагороди
- Народний поет Калмицької АРСР (1968);
- Почесне звання «Герой Калмикії» з врученням вищої нагороди Калмикії ордена «Білий лотос» (2001);
- Державна премія Таджицької РСР ім. Рудакі (1967).
- Нагороджений 4 орденами, а також медалями.

## Твори
- Очевидець, 1967, 2-е изд., Еліста, 1974
- Вічний день, 1975
- Вірші і переклади, Душанбе, 1977
- Воля, Ann Arbor, 1981
- Декада. Роман, New York, 1983
- Кочовий вогонь, Ann Arbor, 1984
- Картини і голоси, London, 1986
- Сталінград Василя Гроссмана, Ann Arbor, 1986
- Квадрига, Москва, 1997

## Переклади
- Кабардинська епічна поезія, 1956
- Голоси шести століть, 1960
- Сторінки таджицької поезії, 1961
- Рядки мудрих, 1961
- Кабір. Ліріка. Пер. з хінді С. Липкина. М., «Художня література», 1965. 174 с. з портр. (Скарби ліричної поезії).
- Поети Таджикистану, 1972
- Калідаса. Драми і поеми. Пер. з санскриту. Пер. С.Ліпкіна. Подстрочний пров., Вст. стаття, приміт. Б.Захарьіна. М., «Худ.літ.», 1974.
- Слово і камінь. Вибрані переклади з узбецької поезії, 1977

### Переклади
- Пригода богатиря Шовшура, прозваного Лотосом, 1947
- Манас Великодушний, 1948
- Царівна з Міста Тьми, 1961